# HD 200253
HD 200253，又名BD+35 4357，SAO 70794、HR 8051，是一颗恒星，视星等为5.97，位于銀經79.51，銀緯-6.77，其B1900.0坐标为赤經20h 57m 13.9s，赤緯+35° -6.77′ 2″。